# Petrovića mlinica u Zmijavcima
Petrovića mlinica  nalazi se oko 2 km nizvodno od Kamenmosta na rijeci Vrljici, u selu Zmijavcima.. Manja jednostavna mlinica “na tumbaz“ s jednim mlinom nastala krajem 19. ili početkom 20. stoljeća. Mlinica je sanirana, te je u funkciji.

## Zaštita
Pod oznakom Z-4752 zavedena je kao nepokretno kulturno dobro - pojedinačno, pravna statusa zaštićena kulturnog dobra, klasificirano kao "javne građevine".